# 恩馳島
恩馳島（おんばせじま）は、伊豆諸島の神津島の西にある無人島。2つの大きな岩礁と、多数の小岩礁群の総称である。東京都神津島村に属する。

## 解説
神津島の前浜の西南西約5.8 km に位置する。遊漁船では約20分かかる距離である。2つの大きな岩礁のうち、北東側の島（最高地点は60.0m）は「オオジマ」、南西側の島（最高地点は36m）は「サッパン」と呼ばれる。
周辺は潮流が速く好漁場となっている。漁師が時化に遭ったときはこの島に避難して、神津島に帰郷の思いを馳せていたことからこの島の名前がついたとされる。オオジマの南面には恩馳神社が鎮座し、毎年7月の海が穏やかな日に例祭が執り行われていたが、漁業形態の変遷に伴い現在は行われていない。
恩馳島は溶岩円頂丘の名残であると考えられている。
恩馳島は黒曜石の産地として知られる（ほかに、神津島の砂糠崎も知られる。元素組成比などにより産出地の判別が可能である）。産出される黒曜石は石器時代、日本列島各地に大量に搬送された。恩馳島の黒曜石は斑晶鉱物が少なく石器石材として良質であることから、選択的に採取されたと考えられている。

## 生物
恩馳島は、富士箱根伊豆国立公園の特別保護地区に指定されている。
アシカ島の別名もあり、かつてはニホンアシカの棲息地の一つであった。
カンムリウミスズメの生息地として知られる。またオーストンウミツバメ、ウミネコ、ヒメクロウミツバメの繁殖地である。

## 備考
1991年頃にフジテレビの深夜番組『1or8』でロケ地となったことがある。